# Katie King
Katie King é o nome atribuído a um espírito que se notabilizou pelos trabalhos de pesquisa do cientista inglês Sir William Crookes.

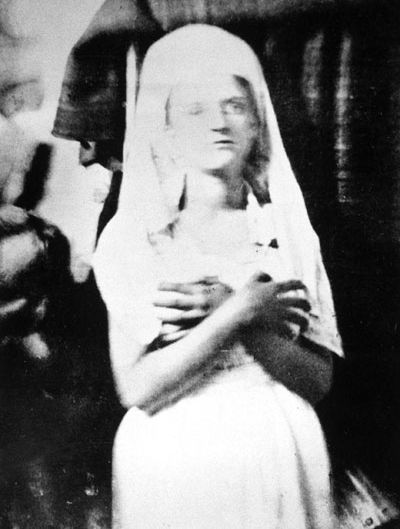
Katie King materializada, segundo pesquisas de Sir William Crookes.

## História
Teria se manifestado pela primeira vez em 1871 em sessões espíritas através da mediunidade de Florence Cook em Londres e, posteriormente, em 1874-1875, em sessões com os médiuns Jennie Holmes e seu esposo Nelson Holmes, em Nova York.
Afirmava-se que Katie King fora a filha de John King, um espírito de controle que se manifestou entre 1850 e 1870 em muitas sessões mediúnicas. Um espírito de controle é um espírito que se comunica inicialmente e que organiza a manifestação de outros espíritos em sessões mediúnicas. John King afirmou ser o espírito de Henry Morgan.

### As sessões com Florence Cook

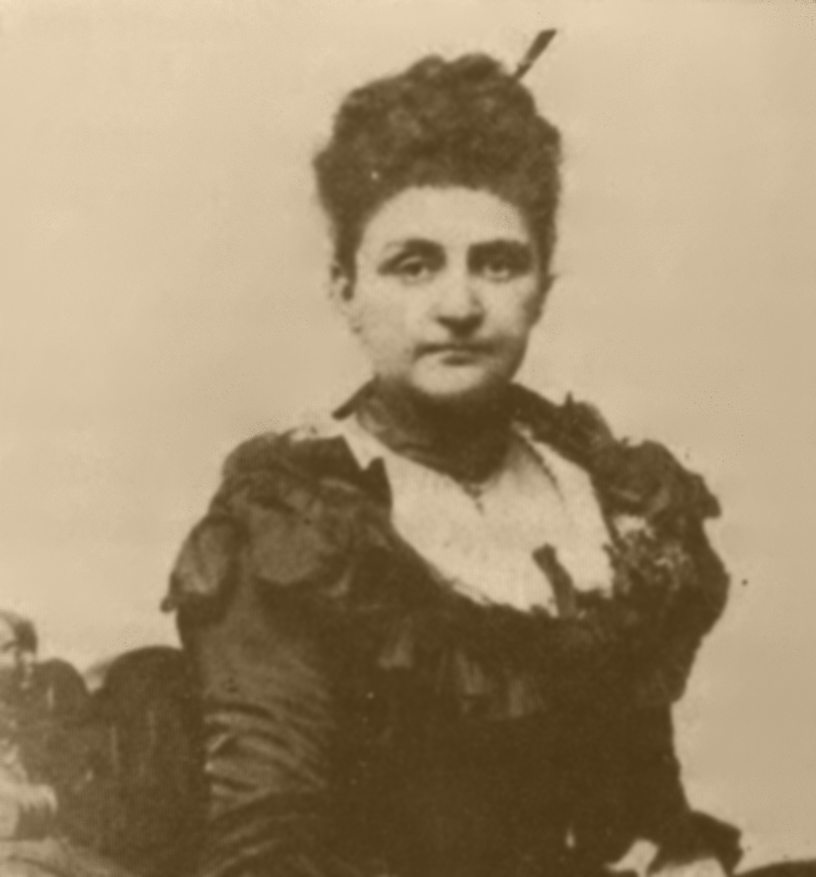
Miss Florence Cook (depois de casada, Mrs. Elgie Corner).

Entre 1871 e 1874, o físico e químico inglês Sir William Crookes lançou-se à investigação dos fenômenos produzidos por médiuns europeus e norte-americanos. Ele assim descreveu as condições às quais submeteu os médiuns para suas investigações: "Eles devem estar na minha casa, em frente do grupo de pessoas que eu selecionarei, sob minhas condições."
Florence Cook, que à época tinha apenas 15 anos de idade, sozinha na casa de Crookes e com a família e amigos dele como testemunhas, materializou o espírito de Katie King, que caminhou na casa, conversou, permitiu ser pesada e medida, e ainda segurou em seus braços o bebê da família. As sessões eram feitas no escuro, pois assim as materializações apresentavam-se melhor, apesar de ocasionalmente ter sido usada luz vermelha para obtenção de fotografias. 
Como frequentemente constatado em fenômenos desta natureza, o peso e a altura do espírito materializado, variavam. Entretanto, Katie sempre era mais alta que Florence Cook, com um rosto mais largo e diferentes tipos de cabelo e pele. De acordo com testemunhas, ambas eram visíveis no mesmo momento, assim Florence não poderia ter assumido o papel do espírito.
O relatório de Crookes, publicado em 1874, afirmava que Florence Cook, bem como os médiums Kate Fox e Daniel Dunglas Home, produziam genuínos fenômenos espirituais. A publicação deste causou grande alvoroço, e o seu testemunho sobre Katie King foi considerado o ponto mais polêmico no relatório. Crookes quase perdeu a sua posição de membro da Royal Society, não mais se envolvendo em investigações espíritas.

### As sessões com Jennie e Nelson Holmes

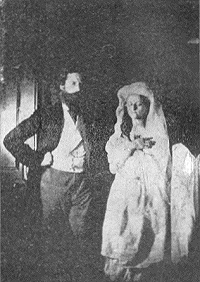
Uma das fotos de Crookes com Katie King alegadamente materializada. (1874)

Tendo as materializações de Katie King sido amplamente divulgadas à época, os médiuns estadunidenses Jennie e Nelson Holmes também declararam tê-la materializado. Robert Owen, político e espiritualista declarado, presenciou a materialização e escreveu um artigo sobre o fato para o periódico Atlantic Monthly, em janeiro de 1875.
Quando o artigo estava indo para publicação, uma mulher chamada Eliza White declarou ter se mascarado como Katie King. O seu rosto parecia-se com o de Katie King, publicado em fotografias vendidas pelos Holmes e seus agentes. Ambos, o Atlantic Monthly e Owen, admitiram à época, em público, haverem sido enganados. Arthur Conan Doyle mantendo a sua "exposição" prejudicou mais o movimento espiritualista no período do que qualquer outro ataque.
Investigações conduzidas por conhecidos espiritualistas como Henry Steel Olcott em 1875 estabeleceram novamente a credulidade dos Holmes. A história, aceita pelos espiritualistas, é a de que Eliza White foi contratada para posar como Katie King em uma fotografia para ser vendida ao público. Os Holmes não queriam fotografar a verdadeira Katie King, uma vez que a forte luz do flash arruinaria a materialização. Uma vez envolvida, Eliza White primeiro recebeu dinheiro dos Holmes, e depois vendeu a história para a imprensa.